# 拉維·特賈
拉維·特賈（Ravi Teja，泰盧固語：రవి తేజ），本名拉維·香卡·拉裘·布帕提拉裘（Ravi Shankar Raju Bhupatiraju），1968年1月26日—）。九十年代起以綠葉角色起家，得過南迪獎之特別評審獎與最佳男演員獎，為印度泰盧固語影業（Tollywood）當紅演員之一 。

## 簡介
拉維·特賈之父親Rajgopal Raju Bhupatiraju為藥師，母親Rajya Lakshmi為家庭主婦，有兩名弟弟Raghu Raju與Bharath Raju。2002年，他娶了表親Kalyani，已育有一名女兒Mokshadh與一名兒子Mahadhan。求學時代因父親工作的關係，時常在北印度一帶遷徙不定。能操流利之泰盧固語、印地語、馬拉地語、泰米爾語、卡納達語，為人低調、不喜曝光  。

## 職業生涯
1988年，拉維·特賈於維傑亞瓦達的Siddhartha College取得藝術學士學位後，即前往清奈，以助理導演之職務涉足電影業，也兼跑龍套擔任綠葉角色以糊口。首次在1997年的《Sindhooram》中獲得擔任主角的機會，此片榮獲印度國家電影獎之最佳泰盧固語劇情片獎。1999年的《Nee Kosam》與2002年的《Khadgam》則為他贏得了南迪獎之特別評審獎。
2002年之《Idiot》為拉維·特賈職業生涯首部超級賣座片，之後連續數部作品皆獲成功，使其在泰盧固語影業嚴重的家族壟斷之下異軍突起，為繼赤拉尼維之後，唯一一個沒有影業世家背景，而成為當紅演員的男星。2008年的《Neninthe》叫好不叫座，但卻為他贏得了南迪獎之最佳男演員獎。
拉維·特賈因其作品偏向大眾喜好、出演之電影極少讓片商賠錢、表演風格瘋狂、會演戲同時也是阿米塔·巴強的影迷，而擁有"群眾大君"（Mass Maharaja）、"托萊塢最可靠之男星"（The Most Reliable Hero in Tollywood）、"怪咖之星"（Crazy Star）、"安得拉阿米塔"（Andhra Amitabh）等封號  。
出道二十多年來，他曾嘗試過各種戲路，其中以無賴形象之喜劇角色最獲盛名與讚譽，表演特色在於對白之表達語調、異常豐富之肢體語言、有活力、瘋癲 。作品幾乎都帶有喜劇色彩，知名代表作有《Idiot》、《拳之路》、《Venky》、《熱血無賴》、《杜拜先生》、《刺激》、《王者歸來》、《愛情臥底》、《維拉》、《幸運的無賴》、《狂傲》、《麻辣警長》等。

## 外部連結
- 拉維特賈在互联网电影资料库（IMDb）上的資料（英文）
- 拉維特賈 （页面存档备份，存于）之臉書